# Bergblomsterpickare
Bergblomsterpickare (Dicaeum monticolum) är en fågel i familjen blomsterpickare inom ordningen tättingar.

## Utseende och läte
Hane bergblomsterpickare är en mycket färgglad fågel, med glansigt mörkblått på ryggen och lysande röd haklapp. Honan är mer anspråkslös tecknad med grått huvud, olivgul rygg, ljusgult på flanker och övergump samt ljus strupe. Lätena består av ljudliga och ihållande klickande ljud samt ljusa och tunna "tseeep".

## Utbredning och systematik
Fågeln förekommer i bergstrakter på norra Borneo. Den behandlas som monotypisk, det vill säga att den inte delas in i några underarter.

## Status
Trots det begränsade utbredningsområdet och det faktum att den minskar i antal anses beståndet vara livskraftigt av internationella naturvårdsunionen IUCN.